# Sevendust
Sevendust ist eine US-amerikanische Metal- und Rockband aus Atlanta, Georgia, die im Jahr 1994 unter dem Namen Rumblefish gegründet wurde.

## Geschichte

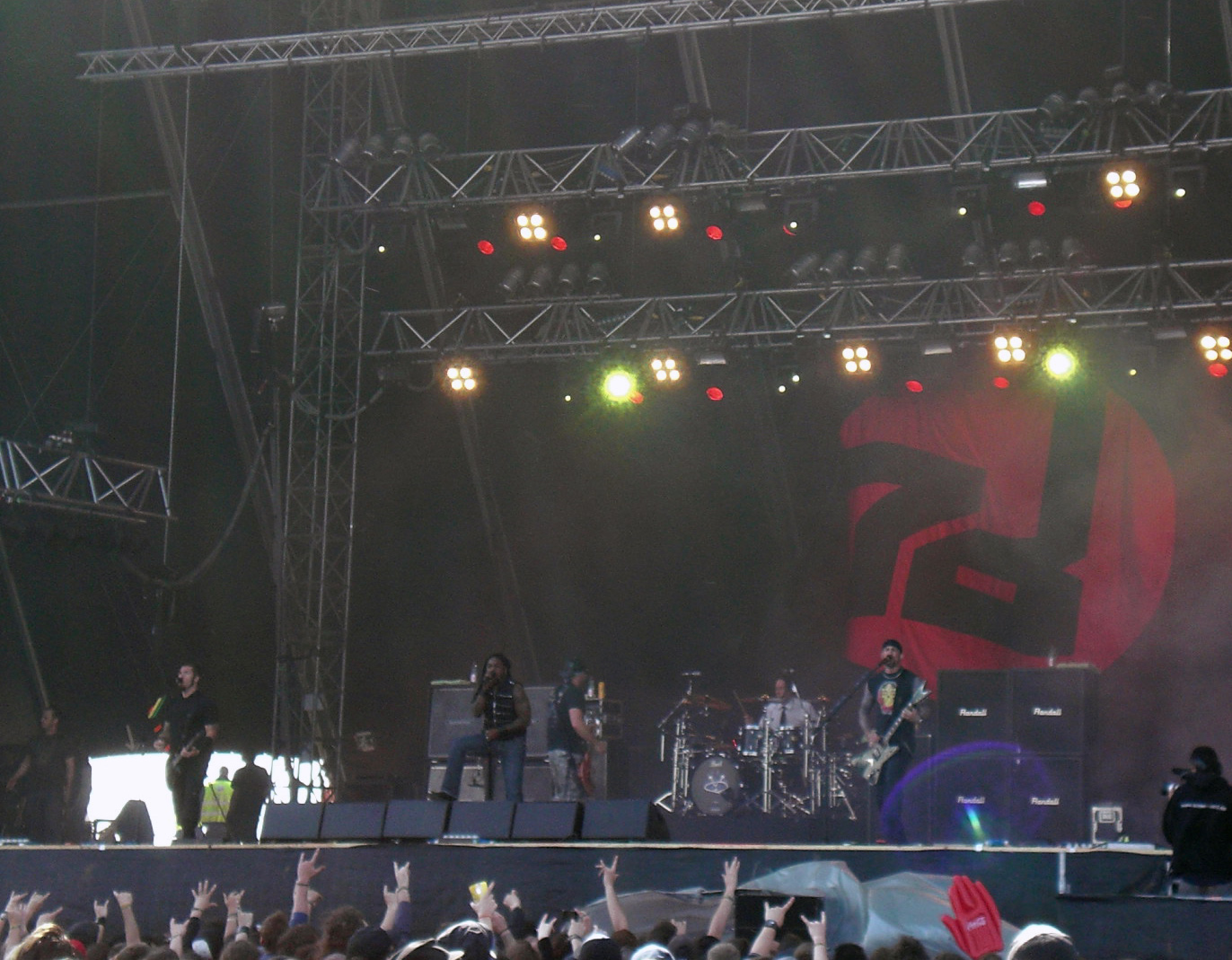
Sevendust beim Nova-Rock-Festival (2009)

Der Bassist Vince Hornsby und der Schlagzeuger Morgan Rose spielten 1994 noch in einer Band namens Snake Nation. Nach einem Auftritt mit der R-’n’-B-Band Body and Soul wurden beide auf deren Sänger Lajon Witherspoon aufmerksam. Daraufhin beschlossen die drei zusammen eine eigene Band zu gründen. Kurze Zeit später kamen der Schlagzeuger John Connolly und der Gitarrist Lee Banks zur Besetzung. Die Gruppe nannte sich daraufhin Rumblefish. Zudem wurde der Twisted-Sister-Gitarrist Jay Jay French auf die Band aufmerksam und wurde Manager der Gruppe. Mittlerweile hatte sich die Gruppe in Crawlspace umbenannt. Danach begab sie sich nach New York City, um dort ihr erstes Konzert abzuhalten. Daraufhin wurde der Konzertorganisator des Rock Ridge Saloons auf die Band aufmerksam und buchte sie schließlich, obwohl er vorher deren Anfrage abgelehnt hatte.
Im August 1995 nahm die Band ein erstes Demo auf, ehe weitere Auftritte folgten. Währenddessen verließ Lee die Band und wurde durch Clint Lowery ersetzt. Daraufhin begab sich die Band mit French und seinem ehemaligen Twisted-Sister-Bandkollegen Mark Mendoza als Produzenten ins Studio, um neues Material aufzunehmen. Das hierbei entstandene Lied My Ruin war auf dem Sampler Mortal Kombat: More Mortal Kombat zum gleichnamigen Film enthalten. Da bereits eine andere Band den Namen Crawlspace trug, musste die Gruppe kurz darauf ihren Namen in Sevendust abändern. Der Name stammte von Hornsby, der in der Garage seiner Großmutter eine Dose Schädlingsbekämpfungsmittel fand, das „Sevindust“ hieß. Sänger Lajon Witherspoon machte aus „Sevindust“ „Sevendust“, „da Sieben eine heilige Zahl ist und wir alle aus Staub (eng. dust) bestehen“.
Im April 1997 folgte das gleichnamige Debütalbum bei TVT Records, wovon in der ersten Woche nur 300 Einheiten und nach einem Monat nur 1.000 Stück verkauft wurden. Nachdem TVT Records einen halbstündigen Clip über den Newcomer online zur Verfügung stellte, konnte die Band schnell ihre Bekanntheit erhöhen, wodurch sich das Album in den folgenden Wochen noch 500.000-mal verkaufte und damit die amerikanischen Gold-Kriterien erfüllte. Das Album erreichte am selben Tag Gold, an dem Morgan Rose erfuhr, dass er mit seiner Frau ein Baby erwartete. Der Veröffentlichung folgten zudem Auftritte, dabei unter anderem zusammen mit Powerman 5000 und Coal Chamber in New York.
Im September 1999 erschien das zweite Album Home, wodurch die Band auch in Europa ihre Bekanntheit steigern konnte. Das Album wurde von Toby Wright (Korn, Alice in Chains, Primus, Fishbone) produziert und von Andy Wallace (Nirvana, Helmet, Rage Against the Machine) abgemischt und enthielt Gastgesang von Deborah Anne Dyer von Skunk Anansie und Chino Wong Moreno von den Deftones. Die Band lernte Dyer auf dem Wisconsin Metal Festival kennen. Zu dem Lied Licking Cream, in dem sie zu hören war, drehten sie und die Band zusammen ein Musikvideo. Der Veröffentlichung folgten in den nächsten 18 Monaten über 300 Konzerte, womit die Band schon insgesamt innerhalb von vier Jahren 800 Konzerte abgehalten hatte und trat dabei unter anderem bei Jay Leno und Conan O’Brien auf und spielte zusammen mit Creed und trat 1999 auf dem Woodstock-Festival auf, nahm an der Vans Warped Tour teil und spielte im Jahr 2000 auf dem Ozzfest.
Nach einer kurzen Pause, folgte im Sommer das dritte Album Animosity, wobei das Lied Angel's Son dem verstorbenen Snot-Sänger Lynn Strait gewidmet war und in dem Lied Follow Aaron Lewis von Staind als Gastmusiker zu hören war. Das von Ben Grosse (Filter) produzierte Album erreichte Platz 28 der US-amerikanischen Albumcharts. Anfang 2002 war die Band auf dem The Scorpion King zu dem Film The Scorpion King mit dem bisher unveröffentlichten Lied Corrected vertreten. Im März 2002 war die Band zudem auf dem Sampler WWF Forcible Entry von Columbia Records mit dem Lied Break the Walls Down (Chris Jericho's Theme) zu hören. Im Sommer 2002 spielte die Band auf dem Locobazooka, an dem auch Bands wie Filter, Earshot, Nonpoint, Mushroomhead, Reveille, Audiovent, Dry Cell, Mad at Gravity und Dragpipe teilnahmen. Im August erschien die Single Live Again. Im September und Oktober spielte die Band als Vorband für Creed. Im April 2004 ging Sevendust zusammen mit Trust Company, Project 86 und Finger Eleven auf US-Tour.
Nach weiteren Konzerten schloss sich 2003 das nächste Album Seasons an, das von Jay Baumgardner abgemischt worden war und Platz 14 in den US-Albumcharts erreichen konnte. Im August und September ging die Band zusammen mit Element Eighty und Presence auf Tour. Im März 2004 ging die Band auf Tour durch Australien zusammen mit Sunk Loto und Full Scale. Im selben Jahr folgte das CD/DVD-Set Southside Double-Wide Acoustic Live. Das Album erreichte Position 90 der US-Albumcharts. Gegen Ende des Jahres verließ Clint Lowery die Band, um sich anderen Bandprojekten widmen zu können. Als Ersatz kam Sonny Mayo (Snot, Amen) zur Band, während das Management und das Plattenlabel ebenfalls wechselten.
Daraufhin begann die Band mit dem Aufnahmen zum nächsten Album, das Ende Oktober 2005 bei Roadrunner Records in Europa unter dem Namen Next erschien, erstmals von der Band selbst produziert wurde und Platz 20 in den US-Charts belegen sollte. Das Album setzte über 41.000 Kopien ab. Im April ging die Band auf eine Tour durch die USA zusammen mit Skindred. Im November folgte eine Tour zusammen mit Mudvayne, Bobaflex und 10 Years. Anfang 2006 folgte die Kompilation Best of Chapter One (1997–2004), das vier neue Lieder als Bonus enthielt. Darunter waren eine Coverversion von Marvin Gayes Inner City Blues und School’s Out von Alice Cooper zu hören. Im Januar begann die Band eine zweiwöchige Tour durch die USA zusammen mit Nonpoint, Socialburn, Wicked Wisdom und One. Im März ging die Band zusammen mit Staind und Panic Cell auf Tour durch Europa. Eine für Juni 2006 geplante Tour musste abgesagt werden, da die ehemalige Plattenfirma den bereits vereinbarten Support-Act strich. Anfang Juni spielte die Band auf dem Download-Festival.
Ende Juni verkündete die Band, an ihrem nächsten Album zu arbeiten. Eine Tour zusammen mit SOiL musste abgebrochen werden, da sich der Gitarrist Connolly eine Hand gebrochen hatte. Daraufhin arbeitete die Band an ihrem nächsten Album und spielte nur einzelne Auftritte. Ende Februar 2007 ging die Band zusammen mit Bloodsimple und Diecast auf Tournee. Währenddessen erschien das Album Alpha beim eigenen Label 7 Bros. Records. Das Album erreichte Platz 17 in den US-Charts. Im November erschien in den USA die Kompilation Retrospective 2, der zweite Teil der Best-Of-Veröffentlichungen. Mitte Dezember erschien Alpha auch in Deutschland. In der Zwischenzeit schrieb die Band an weiterem Liedern und hielt diverse Touren ab, woraufhin im April 2008 das nächste Album namens Chapter VII: Hope and Sorrow erschien. Hierauf war American-Idol-Teilnehmer Chris Daughtry als Gastmusiker zu hören. Nach der Veröffentlichung verließ Mayo die Band wieder, woraufhin Lowery zur Band zurückkehrte. Im März 2009 ging die Band zusammen mit Black Label Society auf Tour durch Nordamerika.
Im Jahr 2010 erschien das nächste Album Cold Day Memory, ehe Clint Lowery und Morgan Rose ein Nebenprojekt unter dem Namen Call Me No One gründeten. 2013 folgte das nächste Album Black Out the Sun. Im Frühling 2014 erschien das Album Time Travelers & Bonfires. Am 2. Oktober 2015 erschien das Album Kill the Flaw. Der als Vorab-Single ausgekoppelte Song Thank You wurde 2016 für einen Grammy in der Kategorie Best Metal Performance nominiert.

## Stil
Laut Daniel Bukszpan in seinem Buch The Encyclopedia of Heavy Metal spielt die Band für die 1990er-Jahre typischen aggressiven, mit heruntergestimmten Gitarren groove-orientierten und gefühlvollen Metal, vergleichbar mit der Musik von Creed, wobei sich Sevendust durch den in seinen Augen besseren Sänger abhebe. Witherspoons Stimme decke die Bereiche Soul, Rock und Nu Metal ab, so Matthias Weckmann vom Metal Hammer. Martin Popoff äußerte sich in seinem Buch The Collector’s Guide of Heavy Metal Volume 3: The Nineties auch positiv über den Gesang. Auf dem selbstbetitelten Album setze die Band vor allem auf Power-Chord-Alternative-Metal vergleichbar mit der Musik von Godsmack als Basis und füge dann noch Nu-Metal- und Industrial-Metal-Einflüsse hinzu. Auf Home habe sich die Band im Vergleich zum Vorgänger gesteigert und spiele teils rhythmisch komplizierte Riffs, die an Industrial, Grunge und die Band Korn erinnere.
Joel McIver schrieb in seinem Buch The Next Generation of Rock & Punk Nu-Metal, dass die Band oft mit Gruppen wie Korn und Deftones verglichen werde. Auch Christian Graf zog in seinem Buch Nu Metal & Crossover Lexikon einen Vergleich zu den beiden Bands und bezeichnete die Musik auf Home als eine „Mixtur aus härtesten Riffs, Funk und old school Heavyrock“. Für Andreas Herz vom Rock Hard waren die Übergänge von Rage-Against-the-Machine-artigen zu melodisch-balladesken Strukturen zu ruppig. Carsten Agthe vom Eclipsed bezeichnete Sevendust als „Querschläger aus Soundgarden, Korn und Alice in Chains“. Laut Matthias Weckmann vom Metal Hammer kombiniere die Band auf Animosity Härte mit Klargesang. Zudem gehöre die Band mit Disturbed zu den punktgenauesten Rhythmen- und Riffmeistern des Genres. Laut Morgan Rose im Interview mit Armin Schäfer vom Metal Hammer würden auf Seasons „rhythmisch-kantigen Experimente der früheren Alben“ der Vergangenheit angehören.
Martin Popoff und David Perri schrieben in ihrem Buch The Collector’s Guide of Heavy Metal Volume 4: The ’00s über Animosity, dass auf dem Tonträger typischer Nu Metal, mit schroffen Rhythmen, langen Refrains und gekünsteltem Rap, zu hören sei. Auf Seasons habe sich die Band noch mehr dem Nu Metal und sogar an ein wenig der Popmusik zugewandt, wobei der melodische Gesang noch immer das Markenzeichen der Band sei. Das Album Next bewerteten sie positiv, wobei es auch gewagt sei, zu der damaligen Zeit noch ein Nu-Metal-Album zu veröffentlichen. Lieder wie Desertion würden wie eine Mischung aus Mudvayne und Coal Chamber klingen, während man sich an anderer Stelle an Machine Head erinnert fühle. Zudem tendiere die Band gelegentlich leicht zum Metalcore. Auf Alpha sei zu erkennen, dass die Gruppe nun erkannt habe, dass der Nu Metal veraltet sein, sodass sich Sevendust, wie Papa Roach, zum „Radio Rock“ bewegt habe. Auf Chapter VII: Hope and Sorrow habe die Band die Riffs von Jeff Loomis (Nevermore) abgekupfert, sodass das Album wie ein mainstram-orientiertes Dead Heart in a Dead World klinge, während der Gesang an Killswitch Engage erinnere. Laut Salmutter habe sich die Band auf Next im Vergleich zu den Vorgängern nicht weiterentwickelt. Die Gruppe bewege sich auf dem Album zwischen modernem Rock und Nu Metal. Laut Weckmann sei Chapter VII: Hope and Sorrow eine „Mischung aus satter Rhythmuswand, fett verzerrten Gitarren und der einzigartigen Soul-Stimme von Frontmann Lajon Witherspoon“. Die Nu-Metal-Band sei zudem „eine der härtesten Bands des Genres“.
Im Metal-Hammer-Interview zwischen Armin Weber und Morgan Rose, John Connolly und Clint Lowery gaben die Mitglieder an, zusammen an Musik und Texten gearbeitet zu haben. In den Texten verarbeite man häufig persönliche Probleme und Erlebnisse. So handele der von Lowery verfasste Song Coward vom Tod des Bruders von Sänger Witherspoon, der in Nashville von einem Unbekannten nach einer verbalen Auseinandersetzung erschossen worden sei. Laut laut.de handle das Lied Enemy, das vom Schlagzeuger Morgan Rose geschrieben worden sei, von Dez Fafara (DevilDriver/Ex-Coal Chamber), den ehemaligen Bandboss von Morgans Frau Rayna Foss-Rose.

## Diskografie
Studioalben

| Jahr | Titel Musiklabel                            | Höchstplatzierung, Gesamtwochen, AuszeichnungChartplatzierungen (Jahr, Titel, Musiklabel, Platzierungen, Wochen, Auszeichnungen, Anmerkungen) | Höchstplatzierung, Gesamtwochen, AuszeichnungChartplatzierungen (Jahr, Titel, Musiklabel, Platzierungen, Wochen, Auszeichnungen, Anmerkungen) | Höchstplatzierung, Gesamtwochen, AuszeichnungChartplatzierungen (Jahr, Titel, Musiklabel, Platzierungen, Wochen, Auszeichnungen, Anmerkungen) | Anmerkungen                                                 |
| Jahr | Titel Musiklabel                            | CH | US | Rock | Anmerkungen                                                 |
| ---- | ------------------------------------------- | --- | --- | --- | ----------------------------------------------------------- |
| 1997 | Sevendust TVT Records                       | — | US165 Gold · (16 Wo.)US | — | Erstveröffentlichung: 15. April 1997 Verkäufe: + 500.000    |
| 1999 | Home TVT Records                            | — | US19 Gold · (14 Wo.)US | — | Erstveröffentlichung: 24. August 1999 Verkäufe: + 500.000   |
| 2001 | Animosity TVT Records                       | — | US28 Gold · (12 Wo.)US | — | Erstveröffentlichung: 13. November 2001 Verkäufe: + 500.000 |
| 2003 | Seasons TVT Records                         | — | US14 (6 Wo.)US | — | Erstveröffentlichung: 7. Oktober 2003                       |
| 2005 | Next Winedark Records                       | — | US20 (1 Wo.)US | — | Erstveröffentlichung: 11. Oktober 2005                      |
| 2007 | Alpha Asylum Records                        | — | US14 (7 Wo.)US | Rock6 (3 Wo.)Rock | Erstveröffentlichung: 6. März 2007                          |
| 2008 | Chapter VII: Hope and Sorrow Asylum Records | — | US19 (1 Wo.)US | Rock9 (1 Wo.)Rock | Erstveröffentlichung: 1. April 2008                         |
| 2010 | Cold Day Memory Asylum Records              | — | US12 (1 Wo.)US | Rock4 (4 Wo.)Rock | Erstveröffentlichung: 20. April 2010                        |
| 2013 | Black Out the Sun Asylum Records            | — | US18 (1 Wo.)US | Rock5 (4 Wo.)Rock | Erstveröffentlichung: 26. März 2013                         |
| 2015 | Kill the Flaw Asylum Records                | — | US13 (1 Wo.)US | Rock2 (4 Wo.)Rock | Erstveröffentlichung: 2. Oktober 2015                       |
| 2018 | All I See Is War Rise Records               | CH59 (1 Wo.)CH | US28 (1 Wo.)US | Rock5 (1 Wo.)Rock | Erstveröffentlichung: 11. Mai 2018                          |
| 2020 | Blood & Stone Rise Records                  | — | US55 (1 Wo.)US | Rock10 (1 Wo.)Rock | Erstveröffentlichung: 23. Oktober 2020                      |
| 2023 | Truth Killer Napalm Records                 | CH58 (1 Wo.)CH | US80 (1 Wo.)US | Rock11 (1 Wo.)Rock | Erstveröffentlichung: 28. Juli 2023                         |

grau schraffiert: keine Chartdaten aus diesem Jahr verfügbar